# Усть-Рахмановка (Атюр'євський район)
Усть-Рахма́новка (рос. Усть-Рахмановка, ерз. Усть-Рахмановка) — село у складі Атюр'євського району Мордовії, Росія. Входить до складу Великошуструйського сільського поселення.
Населення — 224 особи (2010; 227 у 2002).
Національний склад станом на 2002 рік:
- татари — 82 %